# اندیس درب گنبد
درب گنبد(DR) یک اندیس غیرفلزی است که در حوالی شهر نفت استان لرستان قرار دارد و مادهٔ معدنی موجود در آن، قیر طبیعی است. سنگ میزبان این اندیس مارن، شیل وآهک است و دیرینگی آن به دوران کرتاسه بالایی می‌رسد.